# Jakub Michalczuk
Jakub Michalczuk (ur. 28 kwietnia 1979 w Wiśle) – skoczek narciarski, polski trener narciarstwa, były fizjoterapeuta Adama Małysza w roku 2003, w latach 2007-2012 trener polskiej kadry w kombinacji norweskiej, od 2012 roku asystent trenera Jána Klimko.
Uczęszczał do szkoły podstawowej nr 28 w Wodzisławiu Śląskim o profilu sportowym koszykówki. Był kapitanem koszykarskiej drużyny Odry Wodzisław w latach 1990-1994. W latach 1995–1998 jako zawodnik kombinacji norweskiej uczęszczał do szkoły Mistrzostwa Sportowego w Zakopanem. W 1999-2000 zdobył tytuł Technika Fizjoterapii. 2001-2002 Licencjat Fizjoterapii na AWF Katowice i w 2003-2004 Magister Fizjoterapii na AWF Kraków. W trakcie nauki  uzyskał uprawnienia instruktorskie w narciarstwie alpejskim i trenera klasy I w narciarstwie klasycznym.
W 2003 roku został fizjoterapeutą w kadrze polskich skoczków narciarskich. Początkowo w jako fizjoterapeuta Adama Małysza a następnie w Kadrze B skoków narciarskich prowadzonej przez Stefana Horngachera. Funkcję tę sprawował do 2007 roku. W 2007 roku został powołany przez Polski Związek Narciarski na stanowisko głównego szkoleniowca reprezentacji Polski w kombinacji norweskiej i funkcję tę pełnił w kolejnych czterech sezonach. W 2012 roku nowym trenerem kadry kombinatorów został Ján Klimko, a Michalczuka wybrano jego asystentem.
Obecnie sprawuje funkcję dyrektora administracyjnego w Polskim Związku Narciarskim. Jest członkiem Komisji Sportu Młodzieżowego w PKOL i członkiem Komisji FIS w kombinacji norweskiej.